# Sinjeon-myeon
Sinjeon-myeon (koreanska: 신전면) är en socken i den södra delen av Sydkorea, 340 km söder om huvudstaden Seoul. Den ligger i kommunen Gangjin-gun i provinsen Södra Jeolla.